# Tingstedet

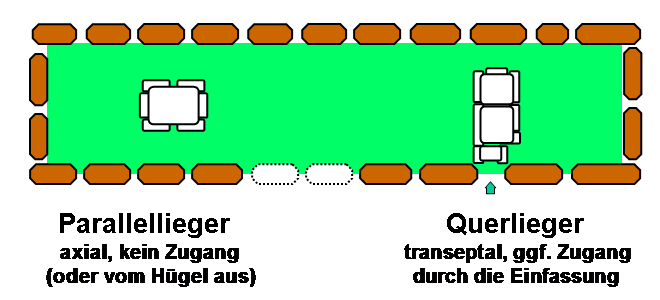
Schema Parallel- oder Längslieger links / und Querlieger rechts, wie in Tingstedet

Tingstedet (deutsch „Thingstätte“), auch Præstegårdsmarken, ist ein Langdysse etwa 220 m nordwestlich der Kirche von Store Rise im Südosten der dänischen Insel Ærø. In dem Hünenbett liegen als Querlieger zwei Dolmen. Die Großsteingräber entstanden zwischen 3500 und 2800 v. Chr. als Anlagen der Trichterbecherkultur (TBK). Neolithische Monumente sind Ausdruck der Kultur und Ideologie neolithischer Gesellschaften. Ihre Entstehung und Funktion gelten als Kennzeichen der sozialen Entwicklung. Tingstedet ist die einzige überlebende von ursprünglich sechs Anlagen in Store Rise.

## Beschreibung
Die beiden Dolmen liegen mit unterschiedlichen Abständen zum Rand in einem 54 m langen, leicht trapezoiden Hünenbett, das im Westen etwa 8,5 und im Osten 8,0 m breit ist. Über dem Westende liegt ein später errichteter 1,5 – 1,6 m hoher ovaler Rundhügel mit 15 bis 20 m Durchmesser. Der Erdhügel im Hünenbett ist mit 1,35 m ebenfalls recht hoch.
- Die östliche Kammer besteht aus drei Tragsteinen, einem Schwellenstein und dem aufliegenden, aber gesprengten Deckstein und Resten eines Zugangs oder einer Vorkammer. Die Kammer misst 1,2 × 0,5 m.
- Die westliche Kammer besteht aus drei Tragsteinen und einem halbierten Schwellenstein. Die Kammer misst 2,0 × 1,1 m.

Die Randsteine des Hügels fehlen im Bereich der Dolmenzugänge im Süden. Der südöstlichste, etwas größer geratene Randstein trägt Schälchen.

## Restaurierung
1945 hatte der Sparkassendirektor Bruun Andersen aus Marstal die Idee, dass seine Bank die Wiederherstellung alter Denkmäler in der Gemeinde bezahlen könnte, falls dies wirtschaftlich machbar erschien. Der Konservator Julius Raklev (1878–1960) ermittelte, dass der Langhügel „Tingstedet“ am Rande des Dorfes Rise zu den teuersten Anlagen gehören würde, die in Ordnung zu bringen wären. Insgesamt waren 16 Randsteine, die den Hügel säumten, aufzurichten und eine Menge Boden rund um den Hügel zu bewegen. Insgesamt schätzte Raklev, dass vier Arbeiter und entsprechende Maschinen acht Tage brauchen würden, um „Tingstedet“ zu renovieren, und dass die Kosten sich auf bis zu 1500 DKK belaufen würden.
Tingstedet heißt auch ein Langdysse in Rude in der Odder Kommune. Auf dem Hügel befanden sich zwei Polygonaldolmen, gebildet aus je fünf Tragsteinen und einem Deckstein (Klaus Ebbesen Nr. 4060).